# Tách chất
Tách chất hay biến hỗn hợp thành nhiều đơn chất hay quá trình tách chất trong hóa học và công nghệ hóa học được sử dụng để tách một hỗn hợp các chất thành hai hay nhiều sản phẩm khác nhau. Những sản phẩm được tách ra có thể có tính chất hóa học và vật lý khác với hỗn hợp ban đầu như kích thước phân tử, nhiệt độ nóng chảy, nhiệt kết tinh, nhiệt bay hơi, màu sắc, mùi vị.
Ngoài một số chất, hầu hết các nguyên tố hoặc hợp chất được tìm thấy trong tự nhiên đều ở trạng thái hỗn hợp của hai hay nhiều chất khác nhau. Do nhu cầu sử dụng nên quá trình tách chất trong công nghệ hóa học là rất cần thiết. Một ví dụ điển hình cho quá trình tách chất trong công nghệ hóa học là công nghệ lọc hóa dầu. Dầu thô gồm hỗn hợp nhiều các hydrocarbon khác nhau, do đó để có thể sử dụng được cho những mục đích khác nhau, hỗn hợp dầu thô cần phải được tách ra thành các sản phẩm có ích như xăng, diezel, dầu nhờn, nhựa đường.v.v..
Tách chất liên quan mật thiết đến quá trình chuyển khối, là thuật ngữ được dùng nhiều trong các quá trình công nghệ hóa học.
Sự phân loại của quá trình này có thể dựa vào bản chất của quá trình đó như quá trình tách cơ học hay tách hóa học.
Tùy thuộc vào mục đích và thành phần hỗn hợp chất cần tách mà ta lựa chọn quá trình nào cho thích hợp. Đôi khi người ta cũng lựa chọn kết hợp các phương pháp tách chất để thu được hiệu quả cao hơn.

## Một số quá trình tách chất
- Hấp phụ
- Ly tâm và Cyclon: Quá trình này dựa vào sự khác nhau về tỷ trọng
- Sắc ký
- Kết tinh
- Chắt gạn
- Bay hơi
- Tuyển nổi
- Chưng cất
- Làm khô
- Điện di
- Chiết
- Kết tụ
- Kết tinh phân đoạn
- Lọc
- Kết tủa
- Kết tinh lại
- Rây
- Thăng hoa
- Thẩm thấu ngược